# Vriesea fabioi
Vriesea fabioi är en gräsväxtart som beskrevs av Elton Martinez Carvalho Leme. Vriesea fabioi ingår i släktet Vriesea och familjen Bromeliaceae. Inga underarter finns listade i Catalogue of Life.